# 图雷特迪沙托
图雷特迪沙托（法語：Tourette-du-Château，法語發音：[tuʁɛt dy ʃato]）是法国滨海阿尔卑斯省的一个市镇，属于尼斯区。

## 地理
图雷特迪沙托（43°52'56"N, 7°8'34"E）面积9.74 平方千米，位于法国普罗旺斯-阿尔卑斯-蓝色海岸大区滨海阿尔卑斯省，该省份为法国东南部沿海省份，南濒地中海，西南至瓦尔省，西北接上普罗旺斯阿尔卑斯省，北部和东部与意大利接壤。
与图雷特迪沙托接壤的市镇（或旧市镇、城区）包括：邦松、日莱特、马洛塞讷、勒韦斯特莱罗什、图东。

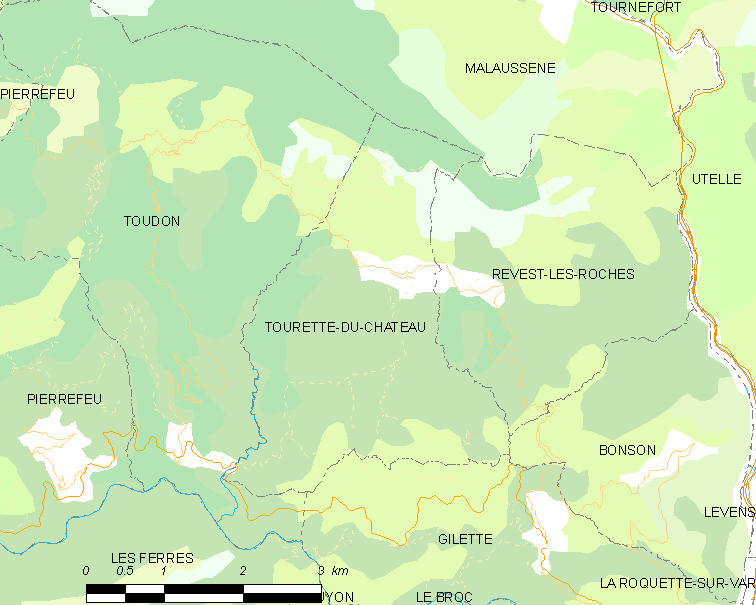
图雷特迪沙托的OSM定位图

图雷特迪沙托的时区为UTC+01:00、UTC+02:00（夏令时）。

## 行政
图雷特迪沙托的邮政编码为06830，INSEE市镇编码为06145。

## 政治
图雷特迪沙托所属的省级选区为旺斯县。

## 人口

1962-2008年间图雷特迪沙托人口变化图示

图雷特迪沙托于2022年1月1日时的人口数量为147人。